# Jewgenija Nikolajewna Kolodko

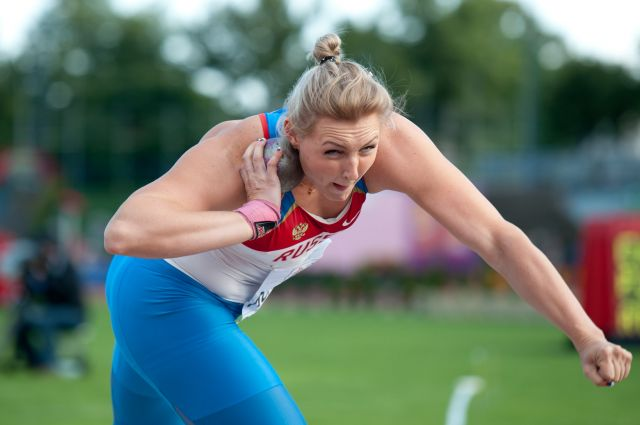
Jewgenija Kolodko 2011 in Ostrava

Jewgenija Nikolajewna Kolodko (russisch Евгения Николаевна Колодко, engl. Transkription Yevgeniya Nikolaevna Kolodko; * 22. Juli 1990 in Nerjungri) ist eine russische Kugelstoßerin.

## Karriere
Kolodko wurde 2011 russische Meisterin im Kugelstoßen und siegte bei den U23-Europameisterschaften in Ostrava. Bei den Weltmeisterschaften in Daegu belegte sie mit persönlicher Bestweite von 19,78 m den fünften Platz. Bei den Hallenweltmeisterschaften 2012 in Istanbul belegte Kolodko zunächst den siebten Platz und rückte nach der Doping-Disqualifikation der Belarussin Nadseja Astaptschuk auf den sechsten Rang vor.
Bei den Olympischen Spielen 2012 in London hatte sie sich erst im letzten Versuch als Dritte platziert, war aber eine Woche später nach der Disqualifikation der belarussischen Olympiasiegerin Astaptschuk auf den Silberrang gerückt, der ihr später wegen Dopings aberkannt wurde.
Im März 2013 gewann sie bei den Halleneuropameisterschaften im schwedischen Göteborg die Silbermedaille mit einer Weite von 19,04 m. Wegen ihrer nachträglichen Disqualifikation verlor sie die Silbermedaille.

## Doping
Bei Nachuntersuchungen der während der Olympischen Spiele 2012 genommenen Proben wurde 2016 festgestellt, dass auch Kolodko in dem Wettbewerb gedopt war. Sie hatte das in der DDR entwickelte Anabolikum Oral-Turinabol und das Wachstumshormon Ipamorelin zu sich genommen. Kolodko wurde deswegen für den Zeitraum 6. August 2012 bis 5. August 2014 disqualifiziert und vom 2. Juli 2016 bis 1. Juli 2018 gesperrt. Kolodko legte ein Geständnis ab und wurde vom russischen Verband für zwei Jahre gesperrt.